# Boussey
Boussey é uma comuna francesa na região administrativa da Borgonha-Franco-Condado, no departamento de Côte-d'Or. Estende-se por uma área de 5,38 km². Em 2010 a comuna tinha 38 habitantes (densidade: 7,1 hab./km²).